# Зверева, Мария Изольдовна
Мария Изольдовна Зверева (урождённая Замдберг, позже Кожина; род. 6 декабря 1950, Москва) — советская и российская сценаристка, деятель кинематографа. Дочь писателя Ильи Зверева, чьё настоящее имя было Изо́льд Замдберг.

## Биография
В 1973 году окончила с отличием сценарный факультет ВГИКа (мастерская профессора И. Маневича), в студенческие годы активно занималась комсомольской работой.
Дебютировала как сценарист в 1973 году в короткометражном фильме режиссёра Валентина Горлова «Где это видано, где это слыхано» по рассказу Виктора Драгунского. В дальнейшем почти все сценарии Зверевой также были основаны на литературных первоисточниках — в частности, на произведениях Константина Федина, Татьяны Тэсс, Виктора Голявкина, Романа Солнцева.
Член Гильдии кинодраматургов России.
Член Союза кинематографистов России, в котором занимала различные административные должности.
Была заместителем председателя Конфедерации Союза Кинематографистов, объединяющей деятелей кино СНГ; вице-президентом Российского общества правообладателей в аудиовизуальной сфере (РОСПАС). В 1997 году избиралась членом Европейской киноакадемии.
В 1995 году входила в жюри Каннского кинофестиваля.
С 2002 года и до настоящего времени вице-президент и директор программ МКФ в Ханты-Мансийске «Дух огня».

### Личная жизнь
- Первый муж — Валентин Горлов, кинорежиссёр[3].
- Второй муж — Павел Чухрай, кинорежиссёр. 
  - Дочь — Анастасия Чухрай  (род. 29.11.1976) — телеведущая журналистка, учредитель образовательного сайта Arzamas[4][5].

## Избранная фильмография
- 1973 — Где это видано, где это слыхано
- 1973 — Капитан
- 1974 — Странные взрослые
- 1979 — Необыкновенное лето
- 1980 — Лялька-Руслан и его друг Санька
- 1980 — Свет в окне
- 1983 — Скорость
- 1987 — Запомните меня такой
- 1988 — Защитник Седов (среднеметражный)
- 1988 — Это было прошлым летом
- 2000 — Лето, или 27 потерянных поцелуев
- 2002 — Женская логика, Женская логика 2
- 2006 — Пороки и их поклонники
- 2006 — Седьмое небо
- 2007 — Снежный ангел
- 2008 — Умница, красавица
- 2012 — Соло на саксофоне
- 2013 — Любовь за любовь
- 2014 — Дневник мамы первоклассника

## Награды
1988 — Приз им. Л. Гиш за лучший сценарий на МКФ «Женщины в кино» в Лос-Анджелесе (Women in Film Festival Lillian Gish Awards).